# Lochetica agonia
Lochetica agonia là một loài tò vò trong họ Ichneumonidae.